# Komáří vrch (berg)
Komáří vrch är ett berg i Tjeckien.   Det ligger i regionen Karlovy Vary, i den västra delen av landet, 130 km väster om huvudstaden Prag. Toppen på Komáří vrch är 951 meter över havet.
Terrängen runt Komáří vrch är kuperad västerut, men österut är den platt.Runt Komáří vrch är det ganska glesbefolkat, med 48 invånare per kvadratkilometer. Närmaste större samhälle är Sokolov, 18,7 km söder om Komáří vrch. I omgivningarna runt Komáří vrch växer i huvudsak blandskog.